# 帕馬利坎島
11°21′35″N 120°43′30″E / 11.35972°N 120.72500°E

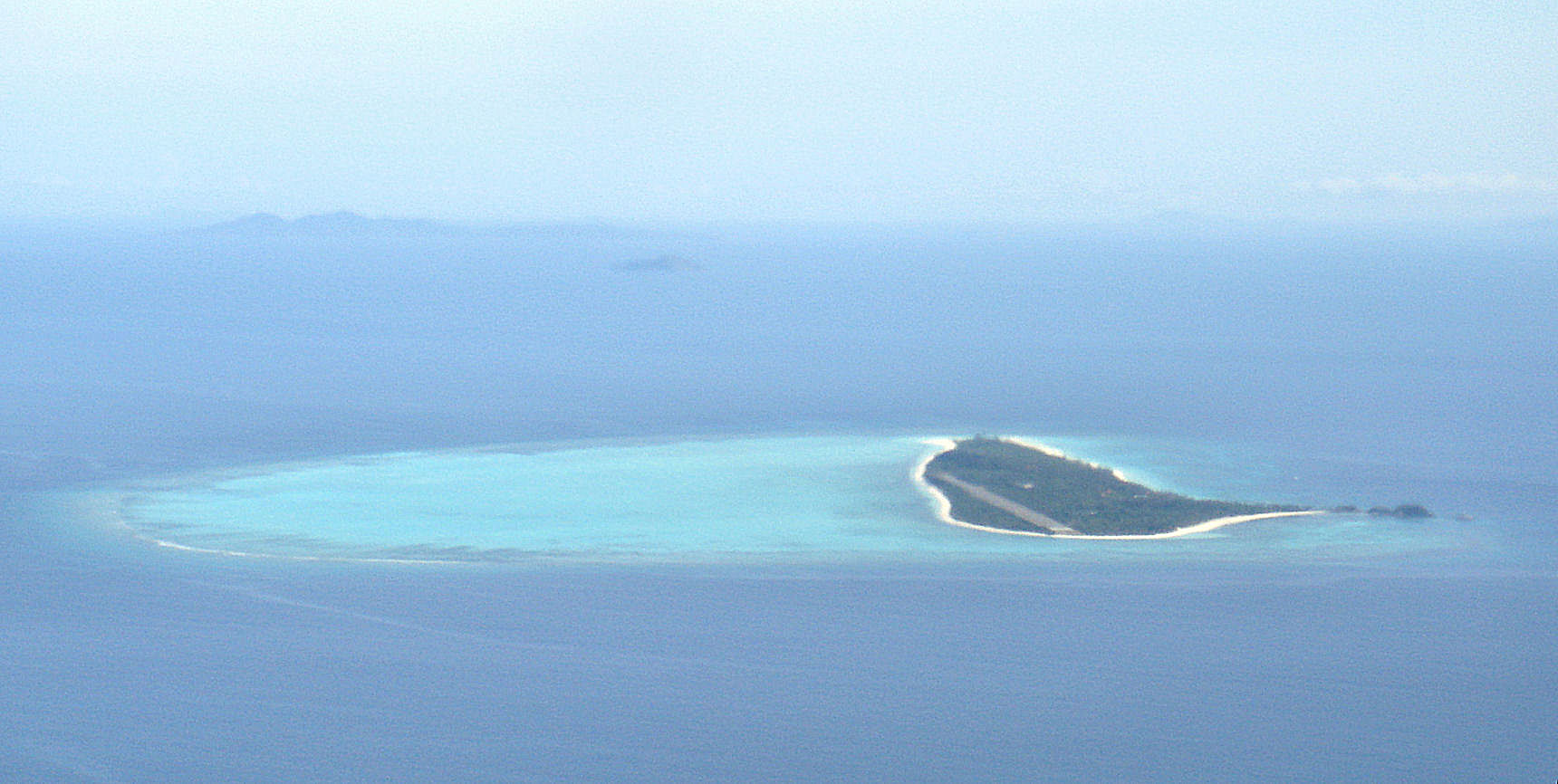

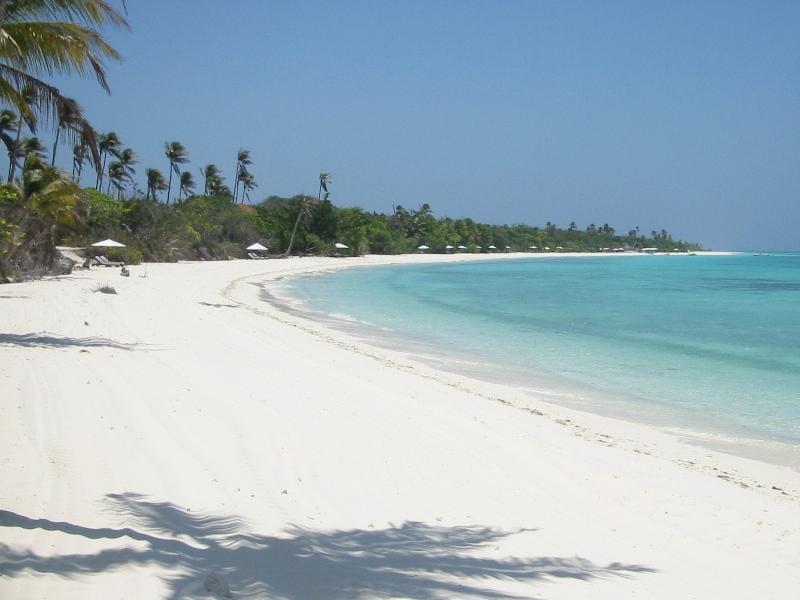

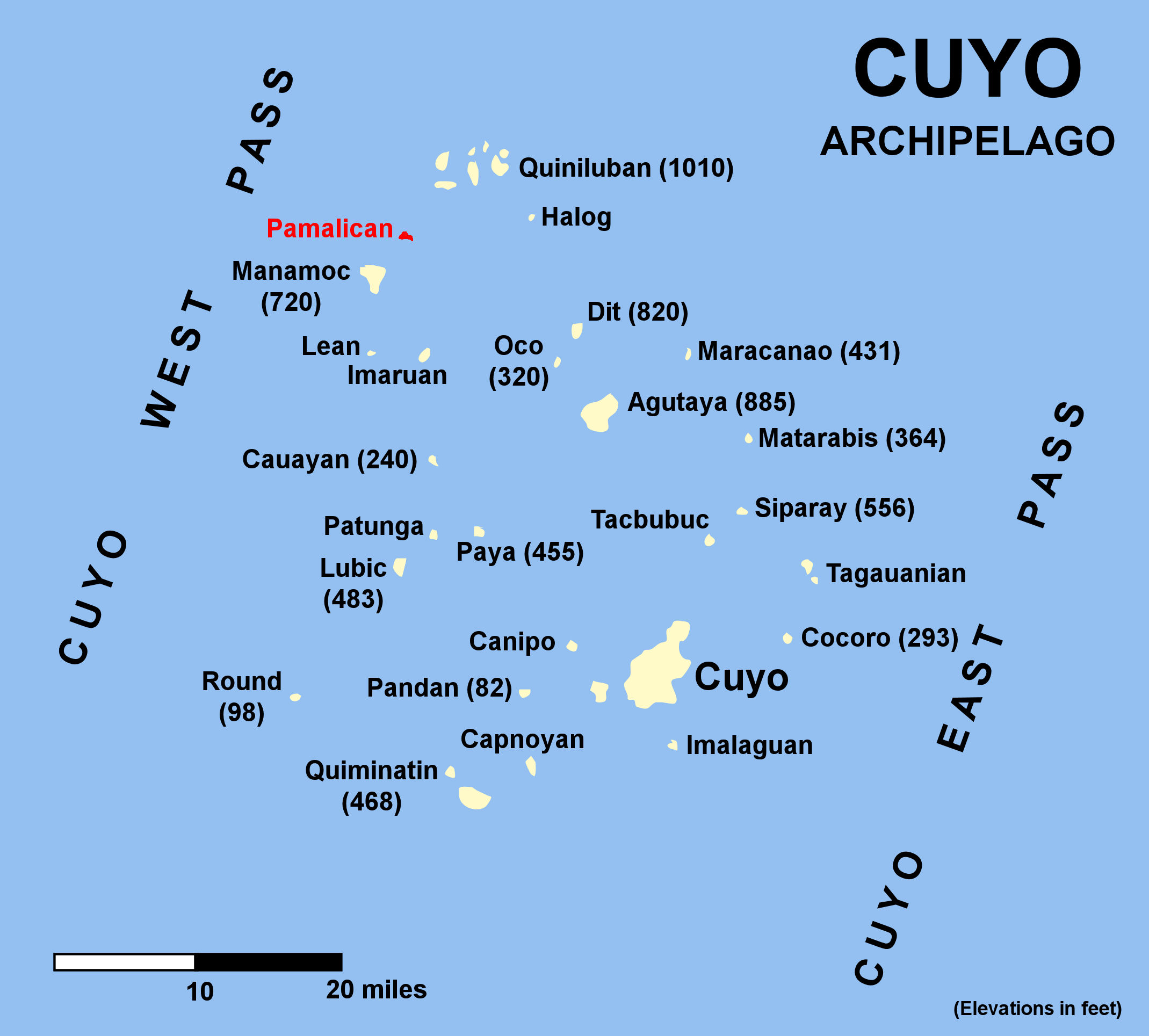

帕馬利坎島是菲律賓的島嶼，位於巴拉望島和班乃島之間的蘇祿海，屬於庫約群島的一部分，由巴拉望省負責管轄，長2.5公里、寬0.5公里，島上無人居住。

## 外部連結
- Pamalican Wiki Map （页面存档备份，存于）